# Nicole LeBlanc
Pour les articles homonymes, voir Leblanc.
Nicole LeBlanc, née le 2 septembre 1941 à Maria (Québec, Gaspésie) et morte à Montréal le 23 mai 2017 , est une comédienne québécoise d'origine gaspésienne .

## Biographie
En 1956, sa carrière débute avec deux tournées internationales avec les Canadian Player de Stratford et le théâtre du Nouveau Monde. 
Un de ses rôles les plus marquants est celui de la veuve Rose-Anna Saint-Cyr dans la série télévisée Le Temps d'une paix. À la scène, Nicole LeBlanc demeure surtout l'interprète de Sarah Ménard dans deux pièces de son compagnon Jean-Claude Germain, Les Hauts et les bas d'la vie d'une diva, et sa suite, Les Nuits de l'indiva. 
Elle meurt le 23 mai 2017,.

## Filmographie

### Cinéma
- 1975 : Les Vautours : Une voisine
- 1978 : The Battle of the Châteauguay
- 1983 : Lucien Brouillard
- 1985 : La Dame en couleurs : Sœur Béatrice
- 2005 : L'Audition : Grand-mère accidentée
- 2006 : Délivrez-moi : Mme Bissonnette
- 2010 : À l'origine d'un cri : Tante Denise

### Télévision
- 1966 - 1977 : Rue des Pignons (série télévisée) : Fifine Touchette
- 1970 : En pièces détachées (téléthéâtre) (téléthéâtre basé sur la pièce de Michel Tremblay) : Chanteuse du trio des 'Aurores Sisters'
- 1978 - 1981 : Race de monde (série télévisée)
- 1980 - 1986 : Le Temps d'une paix (série télévisée) : Rosanna St-Cyr
- 1984 : Les Hauts et les bas d'la vie d'une diva (TV) : Sarah Ménard
- 1987 - 1989 : Bonjour docteur (série télévisée) : Mme Banville
- 1989 et 1996 : L'Amour avec un grand A (anthologie) : Nicole / Lucienne Tremblay
- 1990 - 1993 : Cormoran (série télévisée) : Bella Cormoran
- 1994 - 2001 : 4 et demi... (série télévisée) : Paméla Lalonde
- 2001 - 2002 : Fred-dy (série télévisée) : Madeleine Dubois "Mado"
- 2002 : Asbestos (mini-série) : Rose
- 2002 : L'Auberge du chien noir (série télévisée) : Paméla Lalonde (4 et demi...)
- 2005 - 2007 : Virginie (série télévisée) : Yolande Lacaille
- 2012 : Apparences (série télévisée) : Fernande Bérubé
- 2016 : Série noire (série télévisée) : Monique Thibault, mère d'Yvan et de Bruno